# Паспорт гражданина Ирана

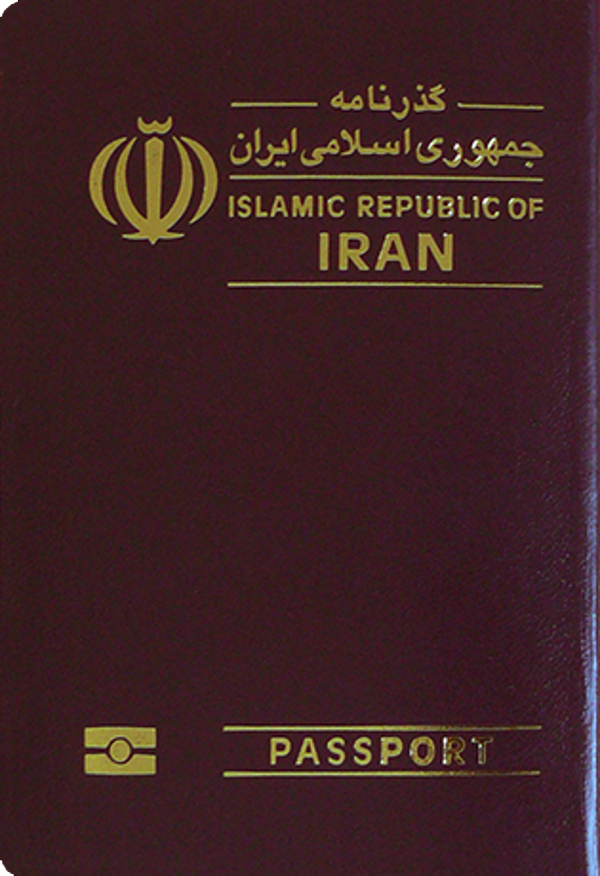
Обложка иранского биометрического паспорта

Паспорт гражданина Ирана — официальный документ, выдающийся гражданам Исламской Республики Иран для удостоверения их личности и для поездок за границу.
Обложка паспорта — тёмно-бордового цвета. Сверху изображён герб Ирана, правее — надпись «Исламская Республика Иран» на персидском и английском языках.

## Визовый режим

### Свободный въезд
- Гаити;
- Доминиканская республика;
- Малайзия;
- Никарагуа;
- Турция;
- Шри-Ланка;
- Эквадор.

### Возможность приобрести визу в аэропорту
- Азербайджан;
- Макао;
- Армения;
- Бангладеш;
- Восточный Тимор;
- Грузия;
- Джибути;
- Индонезия;
- Кабо-Верде;
- Кения;
- Коморы;
- Лаос;
- Мадагаскар;
- Мальдивы;
- Микронезия;
- Мозамбик;
- Непал;
- Острова Кука;
- Палау;
- Самоа;
- Сейшелы;
- Танзания;
- Того;
- Уганда.